# Anthurium leveaui
Anthurium leveaui är en kallaväxtart som beskrevs av Thomas Bernard Croat. Anthurium leveaui ingår i släktet Anthurium och familjen kallaväxter. Inga underarter finns listade.